# Galda de Jos (gmina)
Galda de Jos – gmina w Rumunii, w okręgu Alba. Obejmuje miejscowości Benic, Cetea, Galda de Jos, Galda de Sus, Lupșeni, Măgura, Mesentea, Oiejdea, Poiana Galdei, Răicani i Zăgriș. W 2011 roku liczyła 4516 mieszkańców.

## Demografia
Skład etniczny według spisu z 2011 roku:
- Rumuni – 4023 (89,08 %)
- Węgrzy – 298 (6,60 %)
- Romowie – 13 (0,29 %)
- nieokreślona przynależność – 179 (3,96 %)